# シホテアリニ山脈中央部
シホテアリニ山脈中央部（シホテアリニさんみゃくちゅうおうぶ）は、ロシア南東部、沿海地方の自然保護区2件と国立公園1件を対象とするUNESCOの世界遺産リスト登録物件である。シホテアリニ山脈の生物多様性が評価されたもので、2001年に登録された後、2018年にビキン川流域の広範囲を対象として拡大登録が行われた。

## 登録名
世界遺産としての正式名は、英語: Central Sikhote-Alin、フランス語: Sikhote-Aline centralである。その日本語訳は、
- シホテ-アリン山脈中央部（日本ユネスコ協会連盟）[1]
  - 日本ユネスコ協会連盟は『世界遺産年報2005』以降、「中央シホテ-アリン」と変更している。
- シホテ・アリニ山脈中央部（世界遺産検定事務局）[2]
- 中央シホテアリニ山脈（『なるほど知図帳世界2018』）[3]

2018年の拡大登録の結果、登録名そのものが「ビキン川渓谷」に変更されたとする文献もあるが、公式サイトでは上記の英語名・フランス語名のままである（2018年11月30日時点）。

## 登録経緯
シホテアリニ山脈南部の東側斜面には、1935年にシホテアリニ自然保護区が設定され、1978年にはUNESCOの生物圏保護区にもなった。その面積は時期によって縮減されたり拡大されたりしてきたが、2001年時点では401,428ヘクタール（ha）だった。その南東部は日本海に面している。
その年の第25回世界遺産委員会では、日本海沿岸に南北に延びるGoralij 動植物保護地域（Goralij Zoological Preserve, 1976年設立、面積 4,749 ha）とともに世界遺産リストに加えられた。その名称は上述の通り、「シホテアリニ山脈中央部」である。
その推薦では、より北方のビキン川渓谷も推薦されていたが、保護体制の不備などから「登録延期」を勧告されており、登録は見送られていた。ロシア当局は2015年11月にビキン国立公園を設定し、これをシホテアリニ山脈中央部に含めるために推薦した。世界遺産委員会の諮問機関である国際自然保護連合(IUCN) は、ビキン国立公園がシホテアリニ山脈中央部の顕著な普遍的価値を強化するものとは認めつつも、保護体制の更なる整備が必要として、情報照会を勧告した。しかし、第42回世界遺産委員会（2018年）において、逆転で拡大が承認された。

### 登録範囲
登録されている保護区、面積、IUCNカテゴリーは以下の通り
| 構成資産名             | ID         | 面積         | IUCNカテゴリー          | 登録年 |
| ---------------------- | ---------- | ------------ | ----------------------- | ------ |
| シホテアリニ自然保護区 | 766-001    | 401,600 ha   | 厳正保護地域 (Ia)       | 2001年 |
| Goralij 動植物保護地域 | 766-002    | 4,749 ha     | 種と生息地管理地域 (IV) | 2001年 |
| ビキン川渓谷           | 766bis-003 | 1,160,469 ha | 国立公園 (II)           | 2018年 |

## 生物相

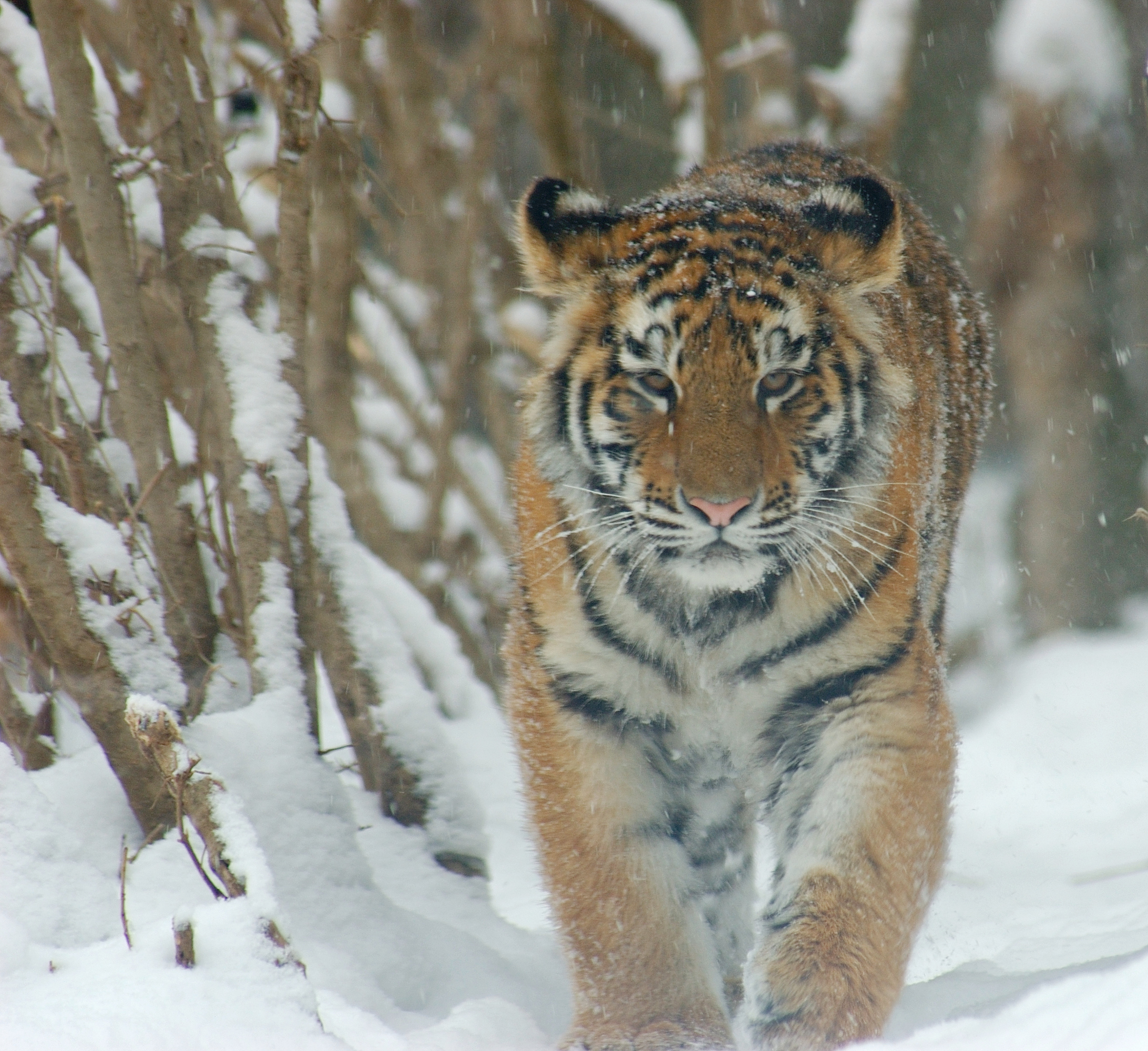
アムールトラ

シホテアリニ山脈中央部は北方林と温帯林の双方の植物相が見られる。シホテアリニ山脈中央部には、ハルニレ、モンゴリナラ、ダケカンバ、ハイマツ、グイマツ、エゾマツ、ケナシハクサンシャクナゲ、イチイなど、およそ1,200種の維管束植物が生育している。
動物相も北方系（オオヤマネコ、ヒグマなど）と南方系（トラ、ツキノワグマなど）の両方が見られる。少なくとも哺乳類52種、鳥類241種、両生類7種、爬虫類10種、淡水魚48種などが生息している。IUCNレッドリストカテゴリーで分類すると以下の通り（カテゴリーは2018年にビキン川渓谷の拡大推薦・勧告が行われた時点のものである）。
- 絶滅危惧種 - アムールトラ、コウライアイサ、シマフクロウ
- 危急種 – シベリアジャコウジカ、ツキノワグマ、ナベヅル、スッポン
- 近危急種 - ユーラシアカワウソ
- 低危険種 - クズリ、オオヤマネコ、イノシシ、ノロジカ、ミサゴ、ナベコウ、サシバ

ほかにマンシュウアカシカ（マンシュウアカジカとも）、クロテン、オナガゴーラル、タンチョウなども生息している。
一帯の先住民のウデゲ族、ナナイ族、オロチ族の暮らしと文化は森林に大きく関わっている一方、商業伐採、鉱物の探査と採掘、過去の毛皮取引のための罠を使う狩猟法および飼育下のミンクの脱走と野生化は生態系に悪影響を与えた。

## 登録基準
この世界遺産は世界遺産登録基準のうち、以下の条件を満たし、登録された（以下の基準は世界遺産センター公表の登録基準からの翻訳、引用である）。
- (10) 生物多様性の本来的保全にとって、もっとも重要かつ意義深い自然生息地を含んでいるもの。これには科学上または保全上の観点から、すぐれて普遍的価値を持つ絶滅の恐れのある種の生息地などが含まれる。